# Lingua galindica
Il galindico era una lingua appartenente al gruppo delle lingue baltiche occidentali della famiglia indoeuropea. È una lingua scarsamente attestata e nessun documento scritto ci è pervenuto. Veniva parlata nella Prussia orientale, nell'odierna Polonia orientale.

## Storia
Non abbiamo che pochissimi riferimenti di questa lingua. Tolomeo menziona i Galindi nella sua descrizione delle tribù europee e li colloca da qualche parte a sud del Mar Baltico. I russi li chiamavano Goljad' e li conoscevano molto bene. Stranamente alcuni manoscritti russi dell'XI secolo indicano la loro presenza nei pressi di Mosca, sul fiume Protva. Presumibilmente il galindico si è estinto nel XIV secolo.

## Grammatica
Esattamente come l'antico prussiano, il galindico era una lingua fortemente flessiva e di struttura complessa.